# Alife
Alife község (comune) Olaszország Campania régiójában, Caserta megyében. Az Alife-Caiazzói egyházmegye püspöki székhelye.

## Fekvése
A megye északkeleti részén fekszik, a Volturno folyó völgyében. Határai: Alvignano, Baia e Latina, Dragoni, Gioia Sannitica, Piedimonte Matese, San Potito Sannitico és Sant’Angelo d’Alife.

## Története
A települést valószínűleg a szamniszok alapították, viszont a környékbeli dombvidéket már a vaskorban lakták. Az első pun háború után római municípium lett Alliphae néven. Az 5. században püspöki székhely volt, viszont ez a kiváltsága a következő évszázadban megszűnt. A későbbiekben a longobárd Beneventói Hercegség majd a Capuai Hercegség része volt. Püspöki székhellyé csak 969-ben vált ismét. 
1132-ben a Rainulf Drengolt normann gróf (korának egyik legkiválóbb katonai vezetője) elkezdte a katedrális építését. Ebben az időben Alife, a többi észak-campaniai településhez hasonlóan függetlenedett Capuától, saját közigazgatási rendszere volt. Ez azonban éles ellentéteket szült a normann Szicíliai Királysággal (amelyet II. Roger alapított 1130-ban). 1135-ben Alifét elfoglalták a normann seregek, de két évvel később Rainulfnak sikerült visszafoglalnia és ugyanakkor sikerült megszereznie a hercegi címet is. 
1138-ban Alifét ismét elfoglalta egy szicíliai kontingens és csak jóval később 1169-ben nyerte vissza ismét függetlenségét. 1178-ban Riccardo Caetani nemesúr tulajdonába került, majd 1191-től a Quarelli családé lett. 1197-től a német Schweisspeunt család szerezte meg. A feudális időszak alatt Alife hanyatlásnak indult, környéke elmocsarasodott. A 13. század végére szinte teljes mértékben elnéptelenedett, lakói a közeli dombvidékre húzódtak vissza. 
1561-ben II. Fülöp elpusztította a települést, miután annak ura, Ferrante II Diaz Garlon részt vett a király húgának meggyilkolásában. Katedrálisa az 1688-as földrengésben elpusztult. Csak 1806, a feudalizmus eltörlése után kezdett ismét fellendülni. 

## Népessége
A népesség számának alakulása:

## Főbb látnivalók
- a római amfiteátrum csak részben van feltárva. A 48x38 m alaprajzú épület a Római Birodalom egyik legnagyobb amfiteátruma volt.
- Acilii Glabrione mauzóleuma valamint más római síremlékek a város falain kívül.
- a római cryptoporticum, amely egy jól megőrzött 100 m hosszú galéria.
- a Castello valószínűleg a longobárdok uralkodása idején épült vár, noha első említései 1127-ből származnak.
- a katedrálist 1132-ben építették és az 1688-as földrengésben elpusztult. 1692-ben barokk stílusban építették újjá.

## Testvérvárosok
- Alatri, Olaszország (1984)
- Głowno, Lengyelország (1990)